# Aeroporto Coronel Virgílio Távora
O Aeroporto de Boa Viagem - Cel. Virgílio de Morais Fernandes Távora (IATA: ***, ICAO: SNMB) é um aeroporto localizado em Boa Viagem, no Estado do Ceará.

## História
A primeira pista, destinada a pousos e decolagens de pequenas aeronaves, e que servia de aeroporto para o Município de Boa Viagem, no Sertão Central do Ceará, foi construída na década de 1950, próximo a sede, na localidade de Capitão Mor, na gestão do Prefeito Delfino de Alencar Araújo.
Em 15 de agosto de 1978, na gestão do Prefeito Benjamim Alves da Silva, na localidade de Jacauna, próximo a sede, o novo aeroporto foi inaugurado, ganhando o nome de Coronel Virgílio Távora, em homenagem ao governador cearense.

## Estrutura
O Aeroporto Coronel Virgílio Távora possui uma pista com pavimento asfáltico medindo 1.100 x 20 metros. Suas operações só podem ser realizadas durante o dia.

## Características
- Latitude: 04°19'495 s
- Longitude: 94º31'126 w
- IATA:
- ICAO: SNMB
- Altitude: 309 pés
- Terminal de passageiros: Não dispõe
- Pista: 1.100 m
- Piso: Pavimento asfáltico
- Sinalização: N